# Сидорки (Польща)
Сидорки (підл. Сидоркіе, пол. Sidorki) — частина міста Біла у Більському повіті Люблінського воєводства Польщі. Колишнє село (до 1979 року).

## Положення
Лежить при гирлі річки Грабарки, де вона впадає до Кросни.

## Історія
«Мандрівка на Українське Підляся» (1872), Іван Нечуй-Левицький
У 1827 році в селі було 16 домів і 139 жителів. У часи входження до Російської імперії було центром гміни Сидорки Більського повіту Сідлецької губернії. Відстань до Білої становила 4,5 версти. За даними етнографічної експедиції 1869 року під керівництвом Павла Чубинського, у селі переважно проживали греко-католики, які зберегли українську мову. Біля цього часу село відвідував також український письменник Іван Нечуй-Левицький, який записував тут особливості місцевої української підляської говірки. Зокрема, як він зазначав, підляшани вимовляли ѣ (ять) як іе (хліеб, тобіе, діевчина), сильно пом'якшували звук [и] в дієсловах у минулому часі (ходилъі, булъі, пошлъі) та в недоконаному виді (іехаті, робіті, ходіті). Близько 1889 року в селі налічувалося 36 домів, 269 мешканців, 1219 моргів землі.
Станом на 1921 рік село Сидорки належало до гміни Сидорки Більського повіту Люблінського воєводства міжвоєнної Польщі. За офіційним переписом населення Польщі 1921 року в селі налічувалося 62 будинків та 358 мешканців, з них:
- 179 чоловіків та 179 жінок;
- 348 римо-католиків, 10 православних;
- 353 поляків і 5 осіб інших національностей.

За німецької окупації у 1939—1944 роках входило до громади Сидорки крайсгауптманшафту Біла Підляська Люблінського дистрикту Генеральної губернії. Чисельність населення за переписом 1943 року становило 747 осіб.
У 1975–1998 роках належало до Білопідляського воєводства. 1 грудня 1979 року село включене до складу міста Білої.